# 纳瓦雷斯
纳瓦雷斯，是西班牙巴伦西亚自治区巴伦西亚省的一个市镇。总面积47平方公里，总人口2793人（2001年），人口密度59人/平方公里。